# Dit kan niet waar zijn: Onder bankiers
 Dit kan niet waar zijn: Onder bankiers  is het verslag van de Nederlandse journalist Joris Luyendijk van zijn onderzoek naar de financiële sector in Londen. In mei 2011 kreeg hij van hoofdredacteur Alan Rusbridger van The Guardian het aanbod om met een blog zijn lezers te interesseren voor het wel en wee van de financiële wereld. Hij streefde ernaar om door interactie met zijn lezers van onder af aan werkend een beeld op te bouwen van de structuur en samenhang in de financiële sector. Het boek werd een groot commercieel succes en stond zeven weken bovenaan de bestsellerslijst. Van het boek werden in 2015 306.866 exemplaren verkocht en het was daarmee het best verkochte boek van dat jaar. Het boek werd bekroond met de NS Publieksprijs 2015.

## Indeling
Inleiding; gevolgd door de 4 hoofdstukken
- Deel I : Wat is het probleem?
- Deel II: Het probleem
- Deel III: Gaan zij het oplossen?
- Deel IV: Gaan wij het oplossen?

Met afsluitend een Nawoord bij de Nederlandse editie, Verantwoording, Dankwoord en Register.

## Verhaal
De auteur heeft een moeizame start en bemerkt tot zijn verbazing dat interviewen in de Londense City lastiger is dan in het Midden-Oosten. De geheimhoudingsplicht bij bankiers blijkt hardnekkiger dan de ijver van de geheime diensten in de Oriënt.
De auteur deelt als antropoloog de werknemers in de financiële sector in zes soorten in, al naargelang van hun houding ten opzichte van de oorzaken van de financiële crisis:
- De Neutrale
- De Tandenknarser
- De Master of the Universe
- De Zeepbelbankier
- De Waanbankier
- De Koele Kikker

De laatste decennia is bankieren steeds minder het domein gebleven van financieel-economisch opgeleide mensen. De bedrijfstak is ingrijpend veranderd door de ‘Quants’, wiskundigen die alles kunnen uitrekenen en daarmee ook banken risico’s kunnen laten lopen die alleen andere Quants kunnen becijferen.
De financiële wereld lijkt overzichtelijk opgebouwd in Bankieren, Verzekeren en Vermogensbeheer. De banken zijn allemaal georganiseerd in een back-office, middle-office en front-office.
Op het oog lijkt alles onder controle en de auteur zoekt naarstig naar de oorzaken van de crash van 2008, de kredietcrisis.
Aan het eind van het boek komt de auteur tot de conclusie dat het riskante gedrag van bankiers systeemgedragen is. Iedereen ontslaan en nieuwe mensen aannemen zal op den duur tot hetzelfde resultaat leiden.
Maar zijn conclusie is wel dat de afschaffing van de slavernij en de vrouwenemancipatie de afgelopen 200 jaar een grotere prestatie zijn geweest van de westerse maatschappij. Het is te doen als we maar willen hervormen.

## Gebruikte beeldvorming
- Een in brand staand vliegtuig met een lege cockpit.
- ”Other People’s Money”, bankiers beheren geld van anderen, Russische roulette met andermans hoofd.
- Kredietbeoordelaars worden betaald door hun klant.
- De handelaar die op 11 september 2001 aan een vriend in New York vroeg of er condensstrepen van vliegtuigen te zien waren in de lucht en daarna onmiddellijk verzekeraars en vliegtuigmaatschappijen dumpte.[7]
- Het Caveat emptor. Niet de verkoper is verantwoordelijk voor de uitwerking van het product maar de koper. Klanten moeten er zelf achter komen wat ze kochten.

## Trivia
- Het blog op de Guardian was de inspiratiebron voor de dansfilm Voices of Finance uit 2015 van Clara van Gool.[8]